# Real life hits
Real life hits is een studioalbum van Gary Burton. Burton had opnieuw een nieuw kwartet om zich heen verzameld. Opnamen vonden plaats in de Tonstudio Bauer te Ludwigsburg.

## Musici
- Gary Burton – vibrafoon, marimba
- Makoto Ozone - piano
- Steve Swallow – basgitaar
- Mike Hyman – slagwerk

## Muziek
| Nr. | Titel                                | Duur |
| --- | ------------------------------------ | ---- |
| 1.  | Syndrome (Carla Bley)                | 6:12 |
| 2.  | The Beatles (John Scofield)          | 6:40 |
| 3.  | Fleurette Africaine (Duke Ellington) | 6:58 |
| 4.  | Ladies in Mercedes (Steve Swallow)   | 6:14 |
| 5.  | Real life hits (Carla Bley)          | 8:29 |
| 6.  | I need you here (Makoto Ozone)       | 8:38 |
| 7.  | Ivanushka Durachok (German Lukyanov) | 6:23 |